# Tineke Lagerberg
Tineke Lagerberg (n. 30 ianuarie 1941, Bussum, Olanda de Nord, Țările de Jos) este o înotătoare olandeză, medaliată olimpică. A participat la o ediție a Jocurilor Olimpice (1960) în care a câștigat o medalie de bronz.

## Participări
Lista de mai jos prezintă principalele competiții la care a participat Tineke Lagerberg de-a lungul carierei.
- swimming at the 1960 Summer Olympics – women's 400 metre freestyle[*]